# 2 февруари
2 февруари е 33-тият ден в годината според григорианския календар. Остават 332 дни до края на годината (333 през високосна година).

## Събития
- 962 г. – Отон I е коронован в Рим, като първия император на Свещената римска империя след почти 40 години; в Германия тази дата се приема за ден на основаването на нацията.
- 1033 г. – Бургундия се присъединява към Свещената Римска империя.
- 1536 г. – Испанският конкистадор Педро де Мендоса основава Буенос Айрес.
- 1568 г. – Открити са Соломоновите острови.
- 1701 г. – Петър I издава указ за основаване на Балтийски флот.
- 1709 г. – Случайно минаващ кораб прибира от остров Мас-о-Тера корабокрушенеца Александър Селкирк – първообраз на героя на Даниел Дефо Робинзон Крузо.
- 1811 г. – Руски заселници основават американския град Форт Рос.
- 1846 г. – Най-богатите квартали на Пловдив са почти унищожени от пожар.
- 1848 г. – Мексиканско-американска война: Подписан е договора Гуадалупе Идалго, който слага край на войната, а Мексико отстъпва на САЩ повече от половината от своята територия.
- 1863 г. – Американският писател Самюъл Клемънс започва да публикува с псевдонима си Марк Твен.
- 1896 г. – Престолонаследникът на българския трон княз Борис III Търновски приема православието; негов кръстник става руският император Николай II.
- 1932 г. – Обществото на народите свиква Женевска конференция по разоръжаване с участие на 63 държави.
- 1940 г. – Военната колегия на Върховния съд на СССР осъжда бившият ръководител на НКВД Николай Ежов на смърт чрез разстрел.
- 1940 г. – Дебют на сцена на американския певец Франк Синатра.
- 1943 г. – Втората световна война: Последните германски военни части в Битката при Сталинград капитулират.
- 1945 г. – В нощта на 1 срещу 2 февруари са изпълнени смъртните присъди на т.нар. Народен съд, като са разстреляни Богдан Филов и княз Кирил Преславски.
- 1946 г. – Унгария е обявена за република.
- 1951 г. – XXVII народно събрание приема нов Наказателен кодекс, копиран от съветското законодателство, станал основа за репресиите през 1950-те години.
- 1971 г. – В иранския град Рамсар е подписана Конвенция за защита на влажните зони.
- 1982 г. – Сирийската редовна армия започва да бомбардира град Хама, за да потуши избухналото под ръководството на Мюсюлманското братство въстание – загиват между 10 и 25 хил. души (според Амнести Интернешънъл).
- 1990 г. – В ЮАР е обявена за легална дейността на забранения дотогава Африкански национален конгрес.
- 1998 г. – Самолетът при полет 387 на „Себу Пасифик“ се разбива в склоновете на планината Сумагая, Филипините и убива всички 104 души на борда.
- 2004 г. – Швейцарският тенисист Роджър Федерер става водач в Световната ранглиста по тенис за мъже – позиция, която удържа за рекордните 237 последователни седмици.

## Родени
- 1495 г. – Бона Сфорца, полска кралица († 1557 г.)
- 1522 г. – Лодовико Ферари, италиански математик († 1565 г.)
- 1616 г. – Себастиан Бурдон, френски художник († 1671 г.)
- 1649 г. – Бенедикт XIII, римски папа († 1730 г.)
- 1650 г. – Нел Гуин, английска актриса († 1687 г.)
- 1669 г. – Луи Маршан, френски музикант († 1732 г.)
- 1700 г. – Йохан Кристоф Готшед, немски писател († 1766 г.)
- 1754 г. – Шарл Морис дьо Талейран, френски политик († 1838 г.)
- 1762 г. – Джироламо Крешентини, италиански певец, кастрат († 1846 г.)
- 1767 г. – Хайнрих Фридрих Линк, германски ботаник († 1850 г.)
- 1822 г. – Огюст Дозон, френски дипломат († 1890 г.)
- 1827 г. – Атанас Илиев, български просветен деец († 1927 г.)
- 1852 г. – Освалд Ахенбах, немски художник († 1905 г.)
- 1853 г. - Стефан Бобчев, основател и първи ректор на УНСС († 1940 г.)
- 1855 г. – Христо Никифоров, български политик († 1918 г.)
- 1864 г. – Дядо Благо, български детски писател († 1938 г.)
- 1876 г. – Илия Докторов, български революционер († 1947 г.)
- 1879 г. – Пано Ангелов, български революционер († 1903 г.)
- 1879 г. – Стоян Бъчваров, български революционер († 1903 г.)
- 1882 г. – Джеймс Джойс, ирландски писател († 1941 г.)
- 1882 г. – Фридрих Долман, немски генерал († 1944 г.)
- 1889 г. – Жан дьо Латр дьо Тасини, френски маршал († 1952 г.)
- 1890 г. – Тале Андонов, български революционер († ? г.)
- 1894 г. – Жорж Папазов, български художник и писател († 1972 г.)
- 1896 г. – Казимеж Куратовски, полски математик († 1980 г.)
- 1899 г. – Паула Хайман, немски психиатър († 1982 г.)
- 1904 г. – Валерий Чкалов, съветски летец († 1938 г.)
- 1904 г. – Петер Блос, немски психоаналитик († 1997 г.)
- 1905 г. – Айн Ранд, американски писателка, родена в Русия († 1982 г.)
- 1911 г. – Александър Бурмов, български историк († 1965 г.)
- 1917 г. – Димитър Ангелов, български историк († 1996 г.)
- 1919 г. – Петър Петров, български шахматист († 2005 г.)
- 1920 г. – Алберт Шац, учен, микробиолог († 2005 г.)
- 1922 г. – Ефтим Змията, български борец
- 1922 г. – Стоянка Мутафова, българска актриса († 2019 г.)
- 1926 г. – Валери Жискар д'Естен, президент на Франция († 2020 г.)
- 1926 г. – Григор Стоичков, български политик († 2016 г.)
- 1927 г. – Иван Хаджирачев, български актьор († 1981 г.)
- 1933 г. – Брана Црънчевич, сръбски писател († 2011 г.)
- 1940 г. – Томас Диш, американски писател († 2008 г.)
- 1947 г. – Фара Фосет, американска актриса († 2009 г.)
- 1949 г. – Брент Спайнър, американски актьор
- 1953 г. – Константин Сиденко, руски офицер
- 1955 г. – Лешек Енгелкинг, полски писател, критик и преводач († 2022 г.)
- 1956 г. – Аднан Октар, турски интелектуалец
- 1966 г. – Андрей Чесноков, руски тенисист
- 1969 г. – Валери Карпин, руски футболист
- 1969 г. – Гошо Гинчев, български футболист
- 1969 г. – Игор Шалимов, руски футболист
- 1971 г. – Арли Ховер, испанска актриса
- 1971 г. – Петко Петков, български футболист
- 1972 г. – Дана Интернешънъл, израелска поп певица
- 1972 г. – Клара Добрев, съпруга на министър-председателя на Унгария
- 1977 г. – Шакира, колумбийска певица
- 1978 г. – Бари Фъргюсън, шотландски футболист
- 1978 г. – Джоел Брюйер, басист и член на групата „Thousand Foot Krutch“
- 1981 г. – Ду Бала, бразилски футболист
- 1982 г. – Йон Ким, корейска състезателка по голф
- 1987 г. – Жерар Пике, испански футболист
- 1990 г. – Боян Табаков, български футболист
- 1993 г. – Николета Караколева, българска футболистка

## Починали
- 880 г. – Бруно, херцог на Саксония (* ок. 830/840)
- 1054 г. – Ярослав I, велик княз на Киевска Рус (* ок. 980)
- 1211 г. – Аделхайд фон Майсен, германска принцеса (* ок. 1160 г.)
- 1218 г. – Константин, Княз на Владимирско-Суздалско княжество (* 1186 г.)
- 1594 г. – Джовани Пиерлуиджи да Палестрина, италиански композитор (* 1514 г.)
- 1660 г. – Говерт Флинк, холандски художник (* 1615 г.)
- 1688 г. – Абраам Дюкен, френски морски офицер (* 1610 г.)
- 1704 г. – Гийом Франсоа дьо Лопитал, френски математик (* 1661 г.)
- 1766 г. – Йохан Кристоф Готшед, немски писател (* 1700 г.)
- 1769 г. – Климент XIII, италиански папа (* 1693 г.)
- 1873 г. – Елена Павловна, велика руска княгиня (* 1807 г.)
- 1884 г. – Иларион Ловчански, български екзарх (* 1800 г.)
- 1901 г. – Марко Милянов, кучински войвода (* 1833 г.)
- 1902 г. – Емануил Манолов, български композитор (* 1860 г.)
- 1905 г. – Адолф Бастиан, немски лекар († 1826 г.)
- 1907 г. – Димитрий Менделеев, руски химик (* 1834 г.)
- 1908 г. – Петър Христов Германчето, български революционер (* 1867 г.)
- 1909 г. – Адолф Щьокер, немски политик (* 1835 г.)
- 1913 г. – Карл Лавал, шведски инженер (* 1845 г.)
- 1927 г. – Петър Иванов, български просветен деец (* 1847 г.)
- 1928 г. – Спас Вацов, български метеоролог (* 1856 г.)
- 1934 г. – Иван Димитриев Гешов, български политик (* 1854 г.)
- 1938 г. – Григор Попев, български революционер (* 1869 г.)
- 1941 г. – Янко Сакъзов, български политик (* 1860 г.)
- 1942 г. – Даниил Хармс, руски драматург (* 1905 г.)
- 1943 г. – Гюнтер Ангерн, германски офицер (* 1893 г.)
- 1944 г. – Иван Димитров, български художник (* 1850 г.)
- 1945 г. – Александър Радолов, български политик (* 1883 г.)
- 1945 г. – Кирил Преславски, български княз (* 1895 г.)
- 1949 г. – Теодорос Нацинас, гръцки просветен деец (* 1872 г.)
- 1950 г. – Сребро Бабаков, български комунист (* 1908 г.)
- 1954 г. – Трифон Кунев, български поет и фейлетонист (* 1880 г.)
- 1957 г. – Ищван Холош, унгарски лекар (* 1872 г.)
- 1962 г. – Христо Шалдев, български революционер (* 1876 г.)
- 1968 г. – Зигфрид Расп, немски генерал (* 1898 г.)
- 1969 г. – Борис Карлоф, английски актьор (* 1887 г.)
- 1970 г. – Бъртранд Ръсел, британски философ, Нобелов лауреат през 1950 (* 1872 г.)
- 1974 г. – Марилуизе Флайсер, немска писателка (* 1901)
- 1976 г. – Златьо Бояджиев, български художник (* 1903 г.)
- 1979 г. – Сид Вишъс, английски музикант (Sex Pistols) (* 1957 г.)
- 1987 г. – Карлош Жозе Кастильо, бразилски футболист (* 1927 г.)
- 1995 г. – Фред Пери, английски тенисист (* 1909 г.)
- 1996 г. – Джийн Кели, американски актьор (* 1912 г.)
- 1998 г. – Реймънд Кетъл, американски психолог (* 1905 г.)
- 2000 г. – Владимир Гранов, френски психиатър (* 1924 г.)
- 2000 г. – Тодор Попов, български композитор (* 1921 г.)
- 2005 г. – Макс Шмелинг, немски боксьор (* 1905 г.)
- 2008 г. – Джошуа Лидърбърг, американски генетик, Нобелов лауреат през 1958 г. (* 1925 г.)
- 2010 г. – Карандаш, български карикатурист (* 1924 г.)
- 2014 г. – Филип Хофман, американски актьор (* 1967 г.)
- 2022 г. – Моника Вити, италианска киноактриса (* 1931 г.)
- 2023 г. – Жан-Пиер Жабуй, френски пилот от Формула 1 (* 1942 г.)

## Празници
- ООН – Световен ден на влажните зони и водолюбивите птици (по повод на Рамсарската конвенция от 1971 г., за първи път се отбелязва през 1997 г.)
- Петльовден (Ден на мъжката рожба)
- Зимна Богородица – славянски празник в българския народен календар
- Сретение Господне – 40 дни от раждането на Иисус Христос
- Азербайджан – Ден на младежта
- Бразилия – Официален празник на град Порту Алегри – ден на Nossa Senhora dos Navegantes, патрон на града
- Италия – Празник на град Шака
- САЩ и Канада –  Ден на мармота
- Тайланд – Ден на изобретателя (от 1995 г.) и Национален ден на земеделието